# 59e parallèle nord
Pour les articles homonymes, voir 59e parallèle.
En géographie, le 59e parallèle nord est le parallèle joignant les points de la surface de la Terre dont la latitude est égale à 59° nord.

## Géographie

### Dimensions
Dans le système géodésique WGS 84, au niveau de 59° de latitude nord, un degré de longitude équivaut à 57,475 km ; la longueur totale du parallèle est donc de 20 691 km, soit environ  51,6% de celle de l'équateur. Il en est distant de 6 543 km et du pôle Nord de 3 459 km,.
Comme tous les autres parallèles à part l'équateur, le 59e parallèle nord n'est pas un grand cercle et n'est donc pas la plus courte distance entre deux points, même situés à la même latitude. Par exemple, en suivant le parallèle, la distance parcourue entre deux points de longitude opposée est 10 346 km ; en suivant un grand cercle (qui passe alors par le pôle nord), elle n'est que de 6 918 km.

### Durée du jour
À cette latitude, le soleil est visible pendant 18 heures et 31 minutes au solstice d'été, et 6 heures et 10 minutes au solstice d'hiver.

### Régions traversées
Pays traversés
- États-Unis ( Alaska)
- Canada (Colombie-Britannique, sur 12 km)
- États-Unis ( Alaska)
- Canada (provinces de Colombie-Britannique, de l'Alberta, du Saskatchewan, du Manitoba, du Nunavut, du Québec)
- Royaume-Uni (au niveau de l'île Mainland, en  Écosse)
- Norvège
- Suède (comté de Västra Götaland, sur 19 km)
- Norvège (au niveau de la municipalité de Halden, sur 13,6 km)
- Suède
- Estonie
- Russie